# Guzel Manyurova
Guzel Tagirkyzy Manyurova (em russo:  Гюзе́ль Таги́ровна Маню́рова; Saransk, 24 de janeiro de 1978) é uma lutadora de estilo-livre cazaque de origem russa, medalhista olímpica.

## Carreira
Manyurova competiu pela Rússia nos Jogos Olímpicos de 2004. Representou o Cazaquistão em Londres 2012 e na Rio 2016, na qual conquistou a medalha de prata nesta última, na categoria até 75 kg.